# Гней Корнелий Лентул Клодиан (претор)
Гней Корне́лий Ле́нтул (лат. Gnaeus Cornelius Lentulus Clodianus; умер после 59 года до н. э.) — римский политический деятель из патрицианского рода Корнелиев, претор 59 года до н. э. Руководил судебной коллегией, осудившей коллегу Цицерона по консульству Гая Антония Гибриду.

## Биография
Гней Корнелий был сыном консула 72 года до н. э. того же имени: возможно, был им усыновлён ввиду маленькой с ним разницы в возрасте.
В 60 году до н. э. Лентул вошёл в состав посольства, направленного сенатом в Галлию, чтобы убедить местные племена не присоединяться к гельветам. В следующем году он занимал должность претора: руководил судом (вероятно, по делам о вымогательстве или умалении величия), в котором рассматривалось дело экс-наместника Македонии Гая Антония Гибриды, вследствие чего последний лишился места в сенате.
Лентул, предположительно, мог приходиться отцом консулу 14 года до н. э., Гнею Корнелию Лентулу Авгуру.